# Douglas Bennett
Douglas Haig Bennett, född 13 september 1918 i Saint Lambert, död 28 juni 2008 i Pointe-Claire, var en kanadensisk kanotist.
Bennett blev olympisk silvermedaljör i C-1 1000 meter vid sommarspelen 1948 i London.